# 임창균
임창균(林昌均, 1990년 4월 19일 ~ )은 대한민국의 축구 선수로 현재 K3리그의 화성 FC에서 미드필더로 활약하고 있다.

## 축구인 경력

### 선수 경력
2013 K리그 드래프트를 통해 전체 1순위로 부천 FC 1995에 입단하였다. 2013 K리그 챌린지 2라운드 고양과의 경기에서 데뷔골을 터뜨렸다. 4월 21일 FC 안양과의 경기에서 시즌 2호골을 기록했다. 2013시즌 K리그 올스타전에 팀 K리그 챌린지의 일원으로 참가하는 것이 확정되었다. 올스타전에서 후반 29분 알렉스의 역전골을 어시스트하는 활약을 펼쳤다. 2013시즌 총합 5골 7도움을 기록하면서 부천의 에이스로 입증을 받았으며 시즌 종료 이후 K리그2 베스트 11에 미드필더 후보에 올랐다.
2013시즌 종료 후 K리그 클래식의 경남 FC로 이적했다. 이 이적을 통해 임창균은 2부리그 출신 선수가 1부리그로 이적하는 첫번째 사례의 주인공이 되었다. 하지만 경남이 1부리그에 있던 2014시즌에는 5경기 출전에 그쳤다. 하지만 경남이 2부리그로 강등된 이후에도 팀에 잔류했으며 2015년 6월 3일 열린 상주 상무와의 경기에서 경남 이적 후 첫 골을 기록했다. 2015시즌에는 4골 9도움을 올렸으며, 2016시즌 전반기에는 18경기에 출전해 3개의 도움을 기록했다.
2016시즌 여름 이적시장에서 K리그 클래식의 수원 FC에 입단했다. 7월 24일 성남 FC와의 경기에서 1부리그 첫 득점을 기록했다. 이 골로 팀은 2-0 승리를 거두어 성남과의 깃발 더비 승리를 가져왔고 1부리그 첫 2연승을 거두었다. 하지만 2016시즌 소속팀 수원 FC는 K리그 클래식 최하위를 거두었고 임창균은 2017시즌 k리그 챌린지 무대로 돌아왔다. 2017시즌에는 27경기에 출전해 3골 2도움을 기록했다.
2018시즌을 앞두고 군 복무를 위해 아산 무궁화 FC에 입대했다. 하지만 주세종, 이명주 등이 있는 아산의 주전 경쟁에서 우위를 점하지 못했고 많은 경기에 출전하지 못했다. 11월 5일 FC 안양과의 경기에서 0-1로 뒤지고 있던 후반 36분에 교체 출전을 해 2골을 기록하며 팀의 2-1 승리를 이끌었으며 아산의 시즌 마지막 홈경기를 승리로 장식했다. 2018시즌 소속팀인 아산이 K리그2를 제패함에 따라 프로 커리어 사상 처음으로 우승을 경험하게 되었다.
2020시즌을 앞두고 전남 드래곤즈에 입단했다.

## 수상

### 팀
- K리그2 우승: 2018

## 그 외
고등학교 시절 부상을 당해 1년 유급을 했었다고 한다.